# Westmontia
Westmontia is een geslacht van uitgestorven kreeftachtigen uit de klasse van de Ostracoda (mosselkreeftjes).

## Soort
- Westmontia prima Loranger, 1963 †